# 8126 Chanwainam
8126 Chanwainam eller 1966 BL är en asteroid i huvudbältet som upptäcktes den 20 januari 1966 av Purple Mountain-observatoriet i Nanjing, Kina. Den är uppkallad efter Chan Wainam.
Asteroiden har en diameter på ungefär 13 kilometer och den tillhör asteroidgruppen Dora.